# Seinakari
Seinakari är en ö i Finska viken utanför den estländska ön Vrangö. Den ligger i Viimsi kommun i Harjumaa, i den norra delen av landet, 26 km nordost om huvudstaden Tallinn.
Årsmedeltemperaturen i trakten är 5 °C. Den varmaste månaden är augusti, då medeltemperaturen är 17 °C, och den kallaste är februari, med −4 °C.